# Хосрєх
Хосрєх — село в Кулінському районі Дагестану.
Населення села 1850 осіб. Налічуються 550 дворів.
Як свідчать старожили, село розташоване саме так через те, що на нього часто налітали мюріди-грабіжники. Це було сім раз. Люди жили в місцевостях Авчарталубалу, ЧІукьалу, ТІамас, Кьуллардай, ЖугьутІиябалу, Аралиялу, Ккурунна, МухьлуцІа, Эябалу, 0ьлласун, Вараги, Хъусращи, Чава баку, Раху мащи, Парку та Хосрєх. Об'єднались вони в період боротьби з татаро-монголами та Тімуром. Це місце було більш захищеним від ворогів та дуже зручним для розташування села: сонячна сторона, безвітряна місцевість, забезпечене водою, гори з півночі.
На півночі села була фортеця «Бала-къала» (назва тухума), з круговими амбразурами для обстрілу та оборони. У селі було чотири оборонних вежі (къаларду), головна з них — «балакъала» розвалена. В селі було два зіярати — ХІажисуллу і Аьвдулвагьаблул зіярат. Також місця пов'язані з перськими шахкірманами (чарти бакІу, ва хубарда ттарацІ). Зіярат ХІажисуллу знаходиться біля східного цвинтаря. За переказами він збудований вченою людиною. Там селяни робили жертвопринесення під час релігійних свят.
Через село проходить дорога від села Кумух до міста Дербент. Її називали царською дорогою (ПяччахІ ххуллу). По ній йшли війська Надір-шаха, Шаміля, російські, і потім ще й турецькі під час громадянської війни. У центрі села була мечеть де завжди молилися і навчали дітей «Корану». Є будинок «Чарван сарай», де раніше зупинялися торговці, що проходили через село. Були місця для переночівлі людей та для утримання маржини.
Хосрєх згадується в битві генерала Мадатова з Сурхай-ханом Казікумухським, де загинуло 1070 лакців. У фрагментах з історії лакців про гибель Халіл-бека, Гасан-бека (сина Шахмандара) про спалення села. Про мужню жінку Хъусращйял Аыпура, котра боролася проти Мадатова.
Сьогодні в селі є середня школа, дитсадок, бібліотека, мечеть, будинок культури, музична школа.